# Walter Klimt
Walter Klimt (* 9. Juli 1960 in Wien) ist ein Baptistenpastor. Er führt als Generalsekretär die Geschäfte des Bundes der Baptistengemeinden in Österreich, fungierte von 2013 bis 2015 als Sprecher und Ratsvorsitzender des Zusammenschlusses Freikirchen in Österreich und verwaltet dessen Finanzen (Stand 2016).

## Leben
Von 1980 bis 1985 absolvierte  Walter Klimt ein Theologiestudium am Theologischen Seminar des Bundes Evangelisch-Freikirchlicher Gemeinden, das damals seinen Sitz in Hamburg-Horn hatte. Seine Anerkennung als Pastor des Bundes Evangelisch-Freikirchlicher Gemeinden erhielt er nach dreijähriger Probezeit 1988. 1992 erfolgte die Anerkennung als Pastor des österreichischen Baptistenbundes.
Von 1985 bis 1992 arbeitete Walter Klimt im Jugendbereich der Hamburg-Altonaer Baptistengemeinde und wechselte anschließend in den Dienst des österreichischen Baptistenbundes. Hier arbeitete er zunächst seelsorgerlich und missionarisch unter Wiener Studenten. 2002 startete er gemeinsam mit seiner Ehefrau Andrea eine baptistische Gemeindegründung, das sogenannte Projekt:Gemeinde. 1998 berief ihn der österreichische Baptistenbund zu seinem Heimatmissionsbeauftragten und 2002 zum Missionssekretär. In dieser Dienstbezeichnung verbinden sich die Funktionen eines Heimatmissionsbeauftragten und eines Generalsekretärs.
Im Jahr 2013 schlossen sich fünf freikirchliche Bünde unter der gemeinsamen Bezeichnung Freikirchen in Österreich zusammen – unter ihnen auch der Bund der österreichischen Baptistengemeinden. Zum ersten Sprecher und Ratsvorsitzenden dieses Verbandes, der im 2013 seine gesetzliche Anerkennung erhielt, wurde damals Walter Klimt bestimmt.
Weitere Tätigkeitsbereiche Walter Klimts sind die Geschäftsführung des diakonischen Hilfsvereins der österreichischen Baptisten und die Mitarbeit beim Ökumenischen Rat der Kirchen in Österreich. Er ist Mitglied der Freedom and Justice Commission der Baptist World Alliance.

## Familie
Walter Klimt ist ein Urgroßneffe des Wiener Malers und Ingenieurs Gustav Klimt. Er ist verheiratet mit der aus Korschenbroich stammenden Baptistenpastorin Andrea Klimt, geborene Wormitt, die seit 2014 Professorin für Praktische Theologie an der  Theologischen Hochschule Elstal und seit 2023 deren Rektorin ist. Sie haben zwei Söhne.

## Publikationen
- Franz Graf-Stuhlhofer (Hrsg.): Frisches Wasser auf dürres Land. Festschrift zum 50-jährigen Bestehen des Bundes der Baptistengemeinden in Österreich (= Baptismus-Studien; Bd. 7). Oncken, Kassel 2005, darin von Klimt S. 160–167 (Heimatmission) und S. 176–186 (Diakonie).